# الميزانية الجندرية
الميزانية الجندرية تعني إعداد الميزانيات أو تحليلها من خلال منظور نوعي، وتعرف أيضًا بالميزانية المراعية للمنظور النوعي. هي لا يترتب عليها تقسيم الميزانيات لصالح المرأة، ولكن تهدف إلي التعامل مع  قضايا عدم المساواة بين الجنسين بما فيها التسلسل الهرمي للجنسين والتفاوت بين أجور المرأة والرجل. الميزانية المراعية للمنظور النوعي تتيح للحكومة تعزيز المساواة من خلال السياسات المالية، وذلك عن طريق تحليل الأثار المختلفة للميزانية علي الجنسين فضلا عن تحديد أهداف المساواة وتوفير لأموال لتدعيم هذه الأهداف.

## الأنشطة الرئيسية
تم إقرار ثلاثة أنشطة رئيسية باعتبارها مراعية للمنظور النوعي:
1. علي الصعيد المؤسسي، يتمثل الهدف في فهم السياسات التي تروج لها المؤسسات الحكومية، وكيفية تأثيرها علي أوجه عدم المساواة بين الجنسين داخل مجتمع معين .
2. تحليل الميزانية المؤسسية من أجل معرفة ما إذا كانت أنشطة تعميم مراعاة المنظور النوعي مدرجة.
3. التخطيط لميزانية قائمة على نوع الجنس تركز على القضايا الجندرية، وتنفيذها.

وتتضمن النقطة الثالثة على الأرجح إعادة هيكلة الميزانية الحالية لمعالجة القضايا المتعلقة بنوع الجنس.

## تحليل الميزانية النوعية
ويهدف تحليل الميزانية النوعية إلي معرفة ما إذا كان بوسع النساء والرجال الحصول علي نفس الفرص علي قدم المساواة. و في تحليل الميزانية المتعلقة بنوع الجنس، يتم التصدي للفجوات بهدف تمكين المحرومين. و يتضمن تحليل الميزانية المراعية للاعتبارات النوعية كيفية التي اعتراف الميزانيات باحتياجات الرجال والنساء، سواء كانوا أطفالاً أو شبابًا أو بالغين، واستجابتها لها. يؤدي تحليل الميزانية النوعية دورًا رئيسيًا في تسليط الضوء علي التمييز ضد المرأة وكيفية توزيع الأموال بين مجموعتين. يساهم هذا النوع  من التحليل في إيجاد حلول للتمييز بين الجنسين ويسلط الضوء علي التمكين أو عدم التمكين بين مجموعتين متميزتين: الرجال والنساء.